# Naulajärvi-Kirvesvuoma naturreservat
Naulajärvi-Kirvesvuoma naturreservat är ett naturreservat i Gällivare kommun i Norrbottens län.
Området är naturskyddat sedan 2024 och är 6 764 hektar stort. Reservatet ligger nordost om Nattavaara och består av opåverad vår tmark med myar och sjöar som Naulajärvi.